# Wolf-Dieter von Tippelskirch
Wolf-Dieter von Tippelskirch (bürgerl. Kurt Wolf-Dietrich v. Tippelskirch, Pseudonym: Susan Termeulen; * 21. September 1920 in Gotha; † 10. Oktober 1991) war ein deutscher Schriftsteller. 

## Leben
Der Autor entstammt der Adelsfamilie Tippelskirch. Er wurde als Sohn des Exportkaufmanns Hans-Dietrich von Tippelskirch und seiner Frau Mirza, geb. Hartwig, in Gotha geboren. Tippelskirch absolvierte nach dem Abitur ein Studium mit Mathematik als Hauptfach. Ab 1949 war er freier Schriftsteller. Von 1952 bis 1988 lebte er in Berlin. Ab 1953 schrieb er vorwiegend für Kinder und Jugendliche.
Wolf-Dieter von Tippelskirch veröffentlichte in den Fünfzigerjahren unter dem Pseudonym Susan Termeulen eine Reihe von Mädchenbüchern. Ab den Sechzigerjahren schrieb er vor allem märchenhafte Kinderbücher, ab 1970 dann auch Sachbücher für ein jugendliches Lesepublikum und Hörspiele. Seinen größten Erfolg erzielte er mit den zuerst in der Programmzeitschrift Gong erschienenen Erzählungen um die Figur Jeremias Schrumpelhut, die vor allem in den Sechzigerjahren in der vom Bayerischen Rundfunk in 250 Folgen produzierten und von Klaus Havenstein im Alleingang gesprochenen Fassung für den Kinderfunk große Popularität erlangten.

## Bewertung
„T[ippelskirch] verfügt über eine breite Skala stilistischer Mittel. Als Erzähler phantastischer Geschichten für kleine Kinder erfindet er eine Fülle origineller Gestalten, denen er sinntragende Namen gibt und die er spannende und merkwürdige Ereignisse erleben lässt. Für seine Sachbücher wählt T. teilweise streng sachliche Textgestaltung, die er durch authentisches Bildmaterial unterstreicht, teilweise aber auch eine erzählerisch freiere Form mit erfundenen Dialogen.“

## Werke
- Mutzemann und sein Freund Hans: der kleine Sternenbär kommt auf die Erde. München 1953
- Hellas erster Flug: eine Reise mit der Lufthansa, Hannover 1955 (unter dem Namen Susan Termeulen)
- Ulla tippt sich zum Erfolg: eine Erzählung aus dem Berufsleben, Hannover 1955 (unter dem Namen Susan Termeulen)
- Renates Camping-Fahrt: Erlebnisse einer Ferienzeit in Finnland, Hannover 1956 (unter dem Namen Susan Termeulen)
- Renate in der Klemme: die Geschichte einer Belohnung, Hannover 1958 (unter dem Namen Susan Termeulen)
- Renates Ausweg: die Geschichte eines Abenteuers, das noch gut ausging, Hannover 1959 (unter dem Namen Susan Termeulen)
- Der kleine Bär Mutzemann: was Hans mit seinem Teddy erlebt, Hannover [u. a.] 1960 (Neuauflage von Mutzemann und sein Freund Hans)
- Renate hat's geschafft: ein Abschluss und ein neuer Anfang, Hannover 1961 (unter dem Namen Susan Termeulen)
- Wölfchen, Knall und Bollermann: allerlei kleine Geschichten, Hannover [u. a.] 1961
- Mein Freund Pierrot: Roman, Nürnberg 1962
- Jeremias Schrumpelhut erzählt: Die Reise zum Stern Traumatia, Nürnberg 1963
- Was der kleine Rolf erlebt, Hannover [u. a.] 1963
- Jeremias Schrumpelhut beim König Eierbatz, Nürnberg 1964
- Der kleine Winnetou, Hannover [u. a.] 1964
- Knisterohr hört alles: eine Detektivgeschichte, Nürnberg 1964
- Renates Entscheidung: eine Freundschaft bewährt sich, Hannover 1964 (unter dem Namen Susan Termeulen)
- Jeremias Schrumpelhut erzählt: Das große Maskentreiben, Nürnberg 1965
- Detektiv Knisterohr sieht alles: eine Detektivgeschichte, Nürnberg 1966
- Meine lieben Teddykinder, Hannover [u. a.] 1966
- Mutzi, der Frechdachs: Aufregung auf Burg Rosenstein, Hannover 1968
- Mutzi und der Fahrraddieb: eine Radtour mit Hindernissen, Hannover 1969
- Im Sattel, im Wagen - in 5000 Jahren, Düsseldorf 1970
- Mutzi löst das Rätsel: das geheimnisvolle Haus am See, Hannover 1970
- Mutzi und der Wilderer: erlebnisreiche Tage im Forst, Hannover 1970
- Palisaden, Mauern und Bastionen, Düsseldorf 1971
- Wenn das Sandmännchen kommt: ganz neue, lustige Gute-Nacht-Geschichten, Hannover 1971
- Jeremias Schrumpelhut erzählt: Mit König Eierbatz im Märchenwald, München 1972
- Der kleine Winnetou auf dem Kriegspfad, Hannover [u. a.] 1972
- Totenkopf und Enterbeil: die Piraten-Saga, Düsseldorf 1973
- Der kleine Winnetou auf heimlicher Fährte, Hannover [u. a.] 1976
- Der kleine Winnetou liebt seinen Schimmel, Hannover [u. a.] 1977
- Die Stunde des Roten Mannes: Crazy Horse and Sitting Bull - der Sieg am Little Bighorn, Düsseldorf 1977
- Die Stunde der Germanen: Entscheidung im Teutoburger Wald, Düsseldorf 1978
- Die Brüder des Wolfes, Düsseldorf 1979
- Die Stunde der Freiheit, Düsseldorf 1979
- Sturm aus der Steppe, Düsseldorf 1980
- Das Hausgespenst vom Ochsenstein, Hannover
  - 1. Das Hausgespenst vom Ochsenstein sucht seinen Erben, 1984
  - 2. Das Hausgespenst vom Ochsenstein als Touristenschreck, 1984
  - 3. Das Hausgespenst vom Ochsenstein vermißt sein Pferd, 1985
  - 4. Das Hausgespenst vom Ochsenstein wirbelt im Rathaus, 1985
  - 5. Das Hausgespenst vom Ochsenstein bekehrt den Professor, 1985
  - 6. Das Hausgespenst vom Ochsenstein nimmt Rache, 1986
  - 7. Das Hausgespenst vom Ochsenstein kämpft mit dem Drachen, 1987
  - 8. Das Hausgespenst vom Ochsenstein hütet ein Geheimnis, 1987
- Renate, der Star der Klasse, Hannover 1987 (unter dem Namen Susan Termeulen)
- Die Doppelgänger, Hannover 1992